# Cheumatopsyche thaba
Cheumatopsyche thaba is een schietmot uit de familie Hydropsychidae. De soort komt voor in het Afrotropisch en het Palearctisch gebied.